# Carolina Liar
Carolina Liar er et svensk-amerikansk rockband, der har base i Los Angeles Det er kun forsangeren Chad Wolf, der er født og opvokset i USA. Resten af bandets medlemmer stammer fra Sverige, og gruppens debutalbum Coming To Terms er produceret af svenske Max Martin og Johan Schuster.
Carolina Liar laver pop/rock à la Keane og Snow Patrol og er bedst kendt for singlerne "I'm Not Over" og "Show Me What I'm Looking For".
Debutalbummet Coming To Terms blev udgivet i USA i maj 2008. I Danmark blev det udsendt den 2. februar i år. 

## Diskografi

### Studiealbum
- 2008: Coming to Terms
- 2011: Wild Blessed Freedom

### Singler
- 2008: "I'm Not Over"
- 2008: "Show Me What I'm Looking For"
- 2009: "Beautiful World"
- 2011: "Drown"
- 2012: "Me and You"
- 2015: "Here I Go Again"
- 2015: "Wrestling an Angel"

| Musikgruppe | Spire Denne artikel om en musikgruppe er en spire som bør udbygges. Du er velkommen til at hjælpe Wikipedia ved at udvide den. |